# پراشانت
پراشانت (انگلیسی: Prashanth؛ زادهٔ ۶ آوریل ۱۹۷۳) یک هنرپیشه اهل هند است.
از فیلم‌ها یا برنامه‌های تلویزیونی که وی در آن نقش داشته است می‌توان به شوک اشاره کرد.

## فیلم‌شناسی
فهرست برخی از فیلم‌هایی که پراشانت در آنها به ایفای نقش پرداخته است:
- شوک
- ستاره
- دوقلوها
- وینایا ویدهیا راما
- زوج
- سلام
- ماجونو
- آپو